# Mariampol
Mariampol, (lit. Marijampolė wymowaⓘ, w czasach LSRR Kapsukas) – miasto w południowej części Litwy, na Suwalszczyźnie nad rzeką Szeszupą, stolica okręgu mariampolskiego.

## Historia
Należy do młodszych miast litewskich (powstało w XVIII wieku). Założycielem był zakon marianów, który w 1750 roku zbudował kościół i klasztor, a wokół nich osiedle miejskie. W 1792 r. Stanisław August Poniatowski nadał Mariampolowi prawa miejskie. Po 1795 roku został przyłączony do Prus, jako siedziba powiatu mariampolskiego w departamencie białostockim prowincji „Prusy Nowowschodnie” („Neuostpreußen”).

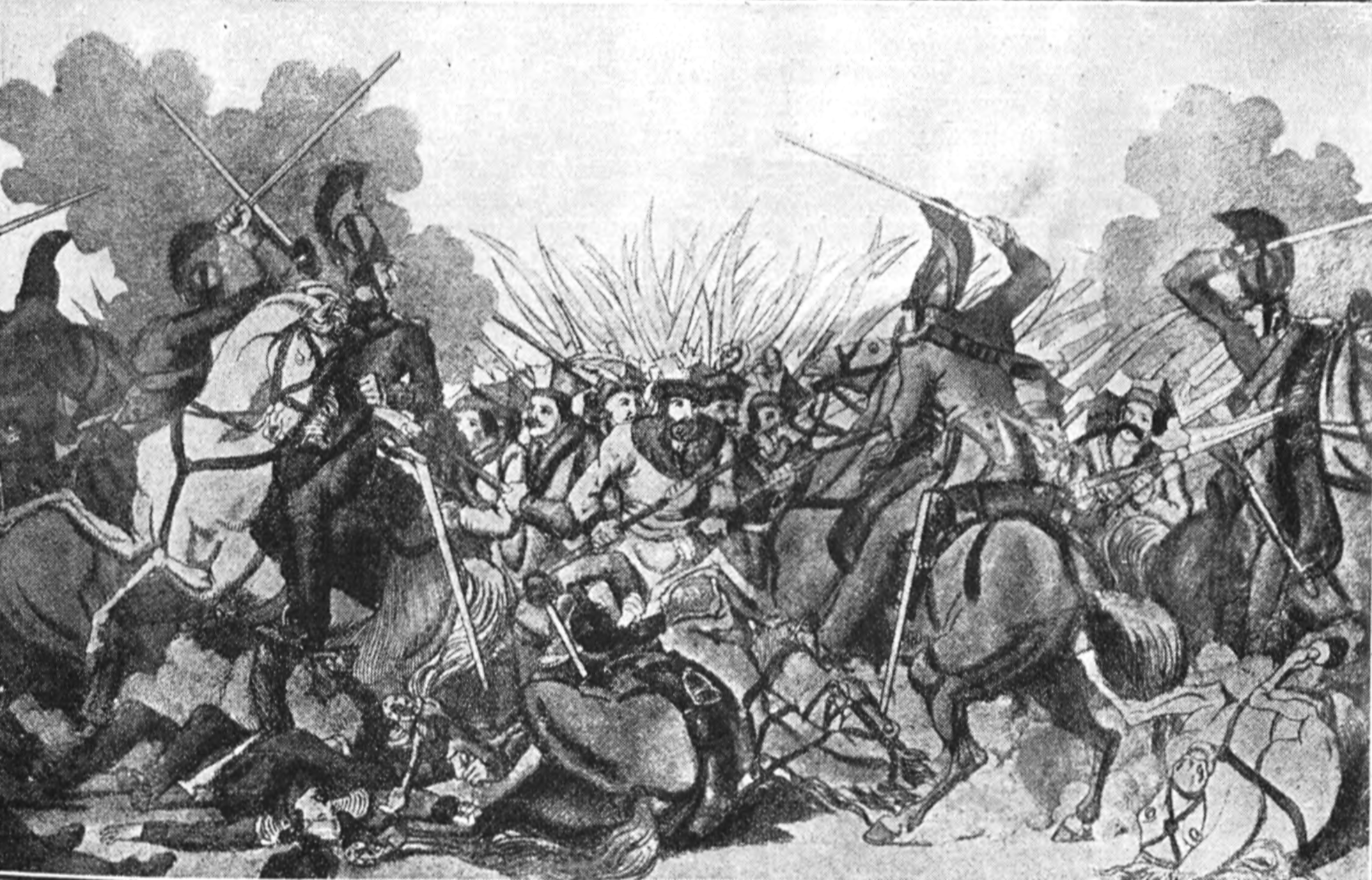
Bitwa pod Mariampolem

Po 1815 roku stanowił część Królestwa Polskiego (województwa augustowskiego, guberni augustowskiej, potem guberni suwalskiej). 22 kwietnia 1831 miała miejsce bitwa pod Mariampolem, gdzie połączone polskie partie powstańcze zostały rozbite przez wojska rosyjskie. W przeciwieństwie do Suwałk zamieszkany w większości przez Litwinów, odegrał ogromną rolę w rozwoju narodowym Litwy, działali tu Kazys Grinius, Jonas Jablonskis, Vincas Kudirka, Antanas Venclova. Na tutejszym cmentarzu pochowano znaną pisarkę litewską Julię Żymantiene-Żemaite. Podczas II wojny światowej w mariampolskim klasztorze przebywał zesłany z Wilna biskup Romuald Jałbrzykowski.
Podczas okupacji hitlerowskiej, w lipcu 1941 roku Niemcy utworzyli getto dla żydowskich mieszkańców. Przebywało w nim około 5000 osób. 1 września 1941 roku Niemcy zlikwidowali getto, a Żydów zamordowano na jego terenie. Sprawcami zbrodni byli żołnierze z Einsatzkommando 3, oraz litewskie służby bezpieczeństwa. 
W czasach Litewskiej Republiki Radzieckiej Mariampol nosił nazwę Kapsukas na cześć litewskiego komunisty Vincasa Mickevičiusa-Kapsukasa.
Obecnie miasto liczy ponad 47 tys. mieszkańców, co sytuuje je wśród większych miast Litwy. Jest stolicą województwa oraz ośrodkiem przemysłowym: działają tu cukrownie, zakłady przemysłu maszynowego oraz fabryka tkanin wełnianych. Sytuacja narodowościowa przedstawia się następująco: 95% Litwini, 4% Rosjanie, 0,3% Polacy.

### Przynależność państwowa
Od uzyskania praw miejskich Mariampol znajdował się pod panowaniem następujących państw:
- 1792–1795 –  Rzeczpospolita Obojga Narodów,  Wielkie Księstwo Litewskie
- 1795–1807 –  Królestwo Prus
- 1807–1815 –  Księstwo Warszawskie (protektorat  Cesarstwa Francuskiego)
- 1815–1831 –  Imperium Rosyjskie,  Królestwo Polskie
- 1831–1915 –  Imperium Rosyjskie,  Królestwo Polskie / Kraj Nadwiślański
- 1915–1918 –  Rzesza Niemiecka (okupacja wojenna)
- 1918 –  Królestwo Litwy (zależne od Rzeszy Niemieckiej)
- 1918–1940 –  Republika Litewska
- 1940–1941 –  ZSRR,  Litewska SRR (okupacja wojenna)
- 1941–1944 –  Rzesza Wielkoniemiecka (okupacja wojenna)
- 1944–1953 –  ZSRR,  Litewska SRR
- 1953–1990 –  ZSRR,  Litewska SRR
- od 1990 –  Republika Litewska

## Zabytki
- Kościół i klasztor marianów – ufundowany w 1750 r. przez hr. Franciszkę Butler z domu Szczuka (ok. 1690? – 1767) - żonę hr. Marka Antoniego Butlera, starosty preńskiego i drohiczyńskiego[4]
  - Klasztorny kościół pw. św. Michała Archanioła, do 1998 katedra diecezji wiłkowyskiej, wzniesiony w latach 1818–1824, w miejsce drewnianego. Kilkakrotnie przebudowywany. Cenne wyposażenie wnętrza. W bocznej kaplice szczątki biskupa wileńskiego – błogosławionego Jerzego Matulewicza. Od 1992 r. świątynia ma status bazyliki mniejszej.
  - Klasztor – barokowy budynek wzniesiony w drugiej połowie XVIII w. Zamknięty przez władze carskie w 1863 r. W czasie II wojny światowej więziono tu w latach 1942–1944 arcybiskupa wileńskiego Romualda Jałbrzykowskiego.
- Kościół św. Wincentego à Paulo
- Kościół luterański
- Synagoga – neogotycka z drugiej połowy XIX w.
- Budynek gimnazjum – utworzone w 1867 r. na bazie szkoły przeniesionej w 1840 r. z Sejn. Odegrało ważną rolę w kształtowaniu się neolitewskiej świadomości narodowej. Uczyli się tu: Jonas Jablonskis – pedagog, błogosławiony o. Jerzy Matulewicz – biskup, Vincas Kudirka, Kazys Boruta, Antanas Venclova – pisarze, Salomėja Nėris – poetka.
- Cerkiew prawosławna Trójcy Świętej – znajduje się w obrębie cmentarza miejskiego. Zbudowana w 1894. W latach 1959–2006 zamknięta dla użytku liturgicznego. Odrestaurowana w latach 1992–2008, służy miejscowej parafii.

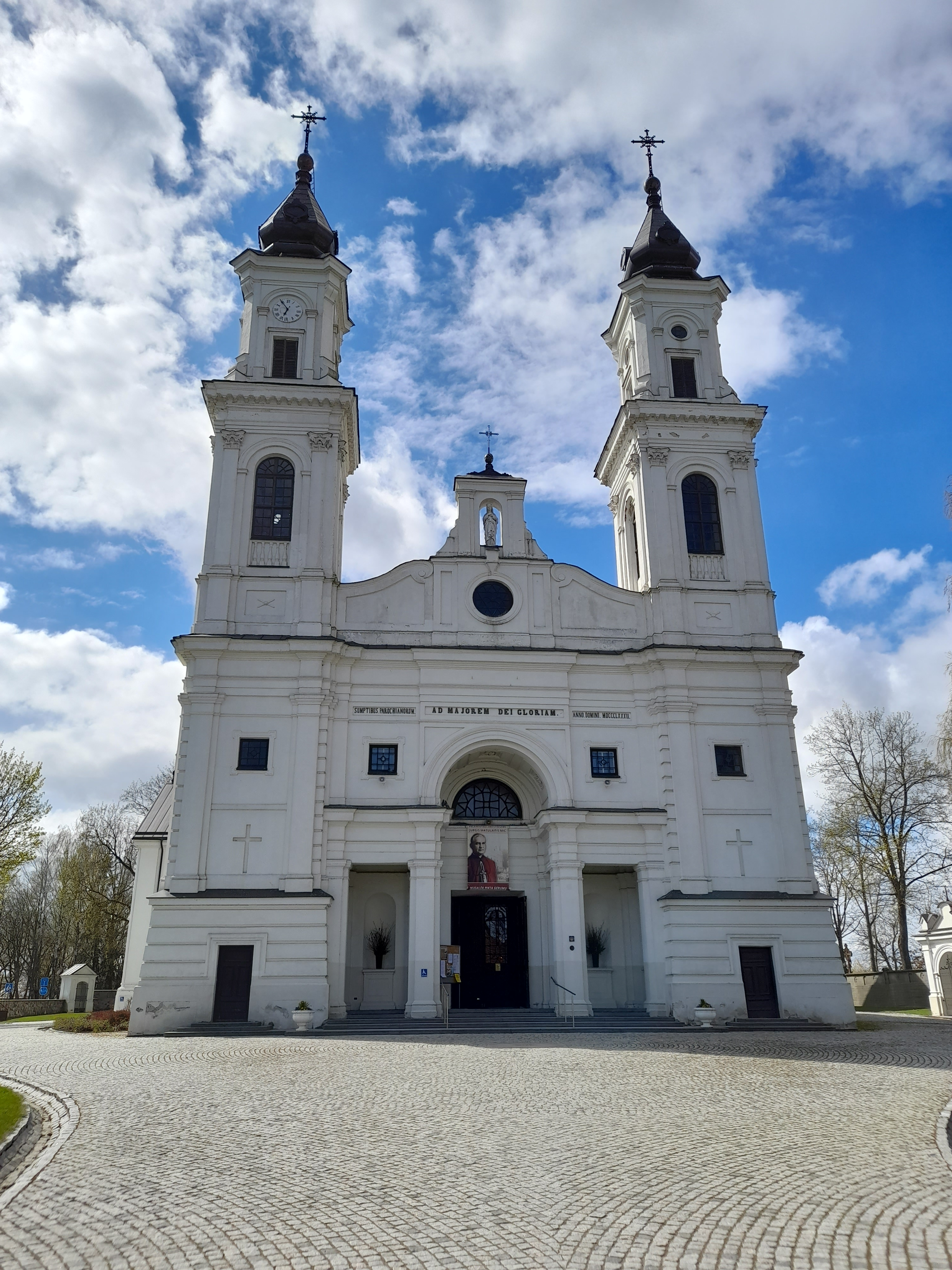
Kościół św. Michała
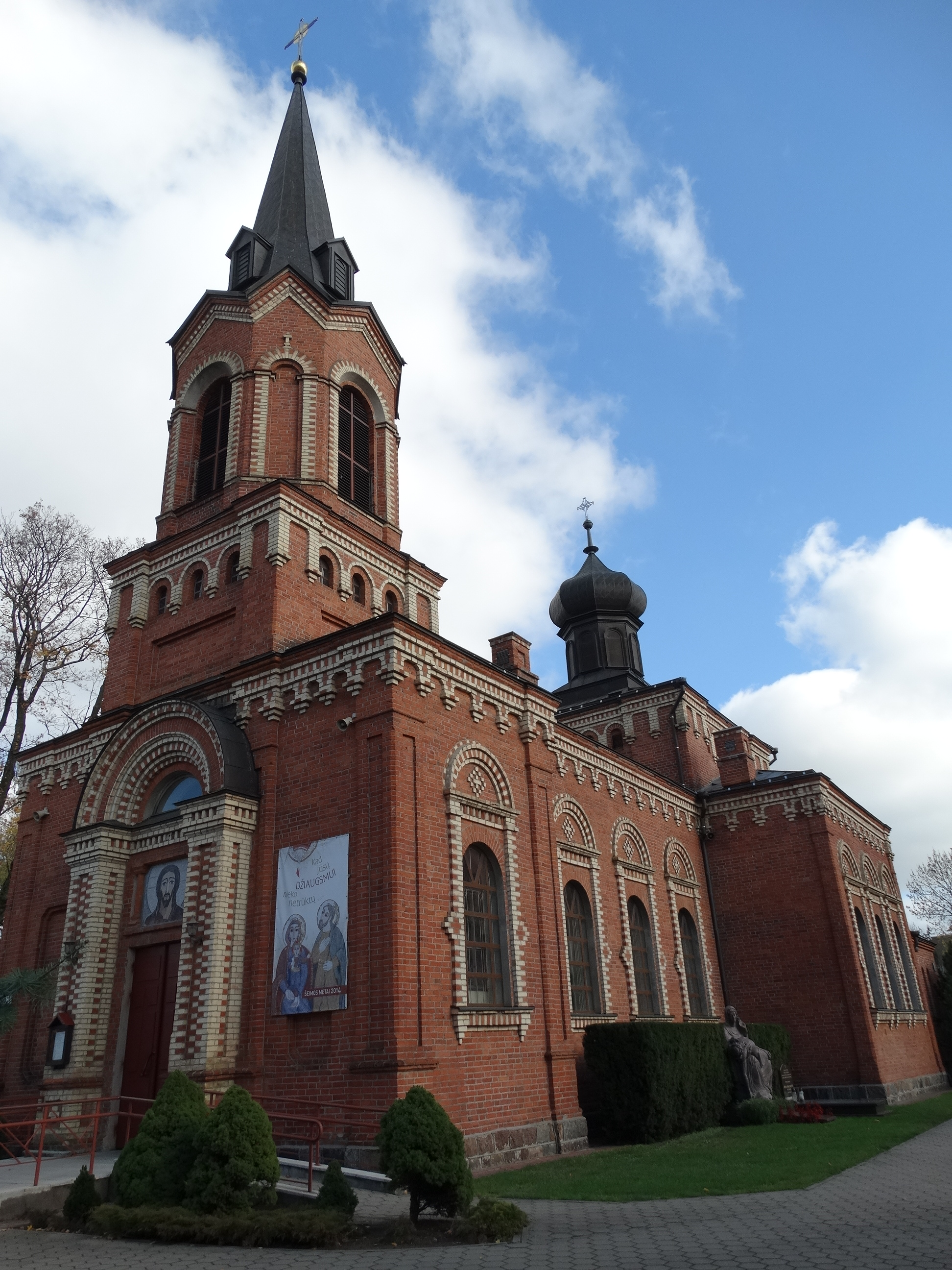
Kościół św. Wincentego à Paulo
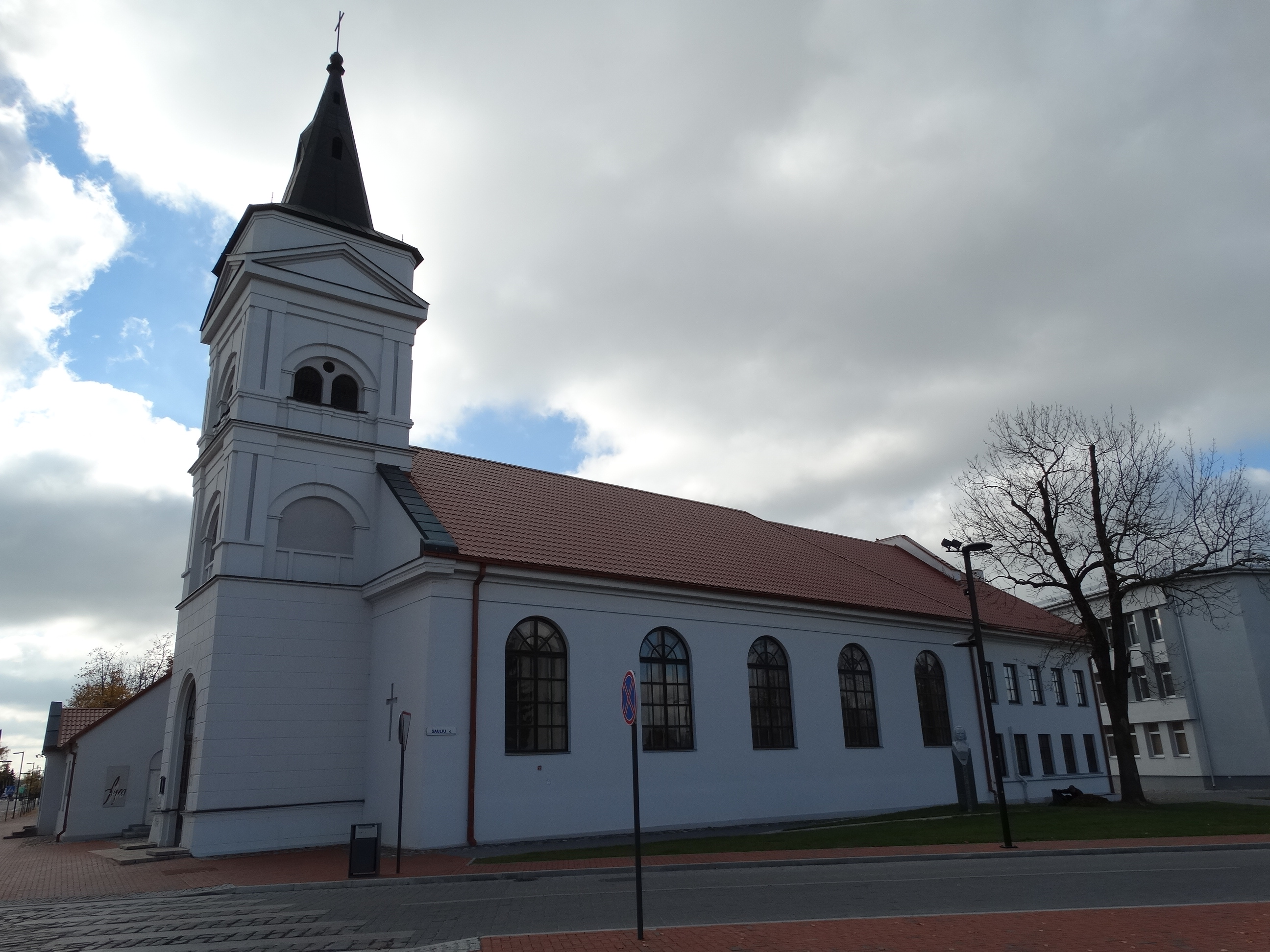
Kościół luterański
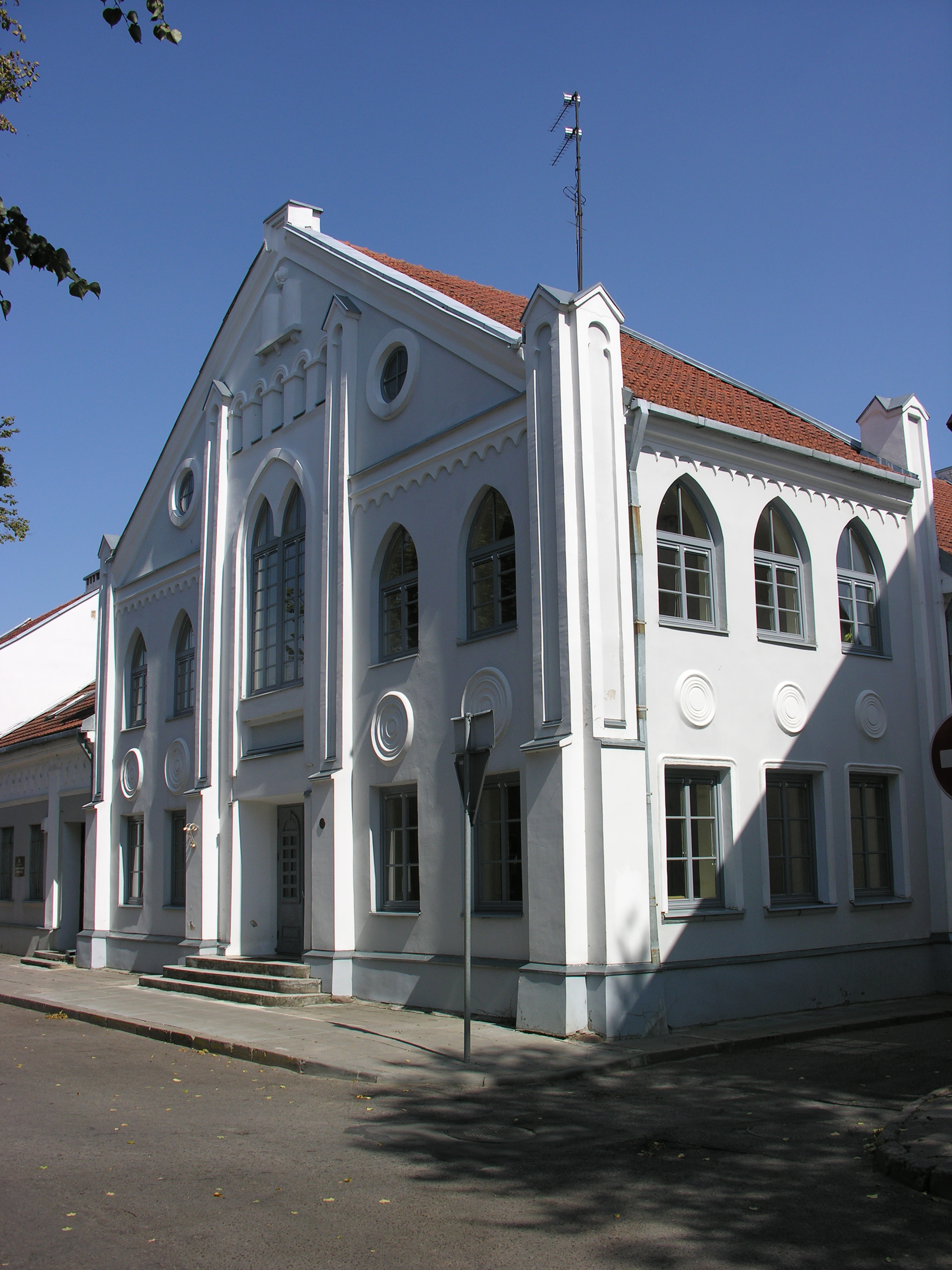
Synagoga
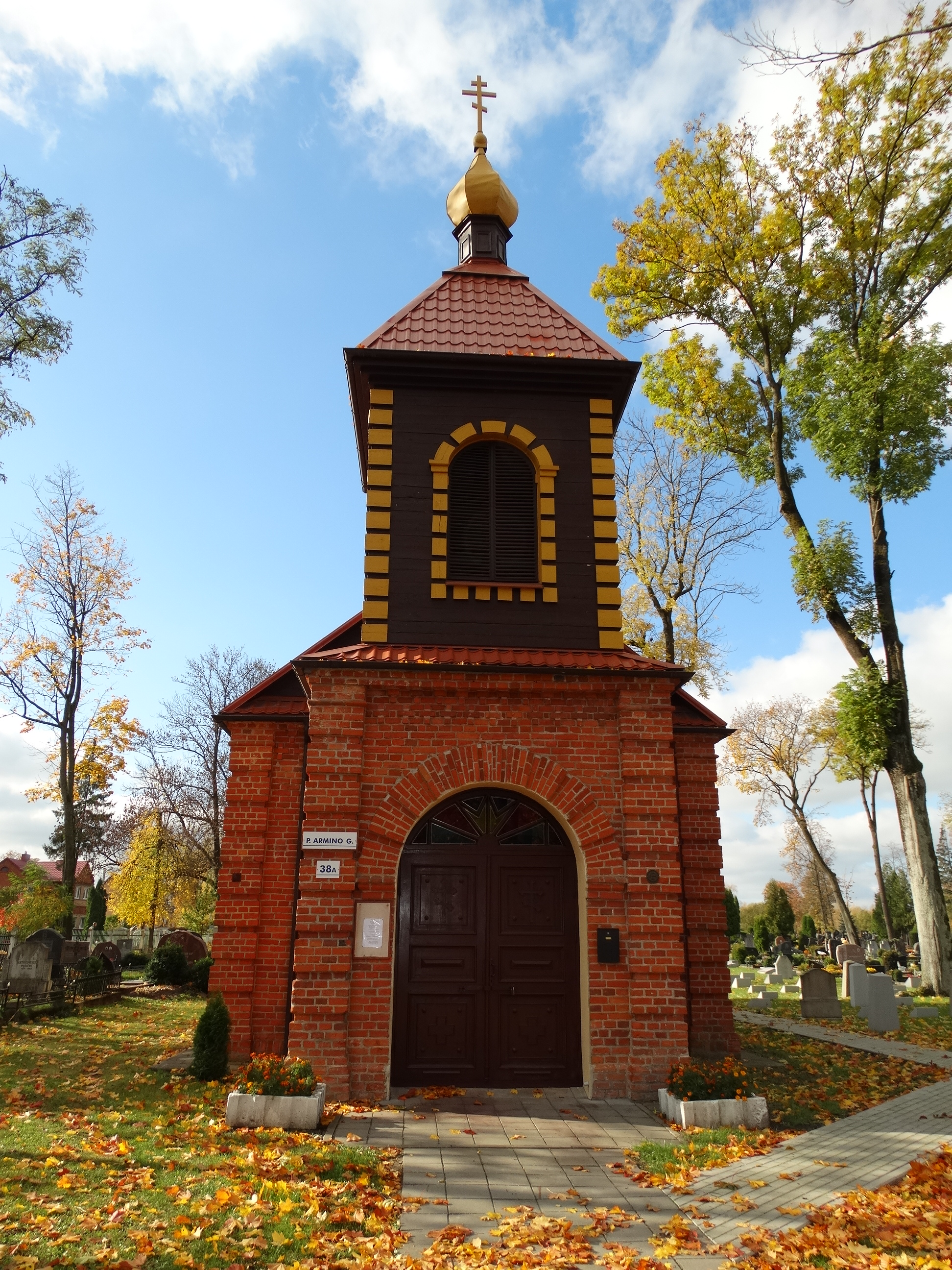
Cerkiew Trójcy Świętej
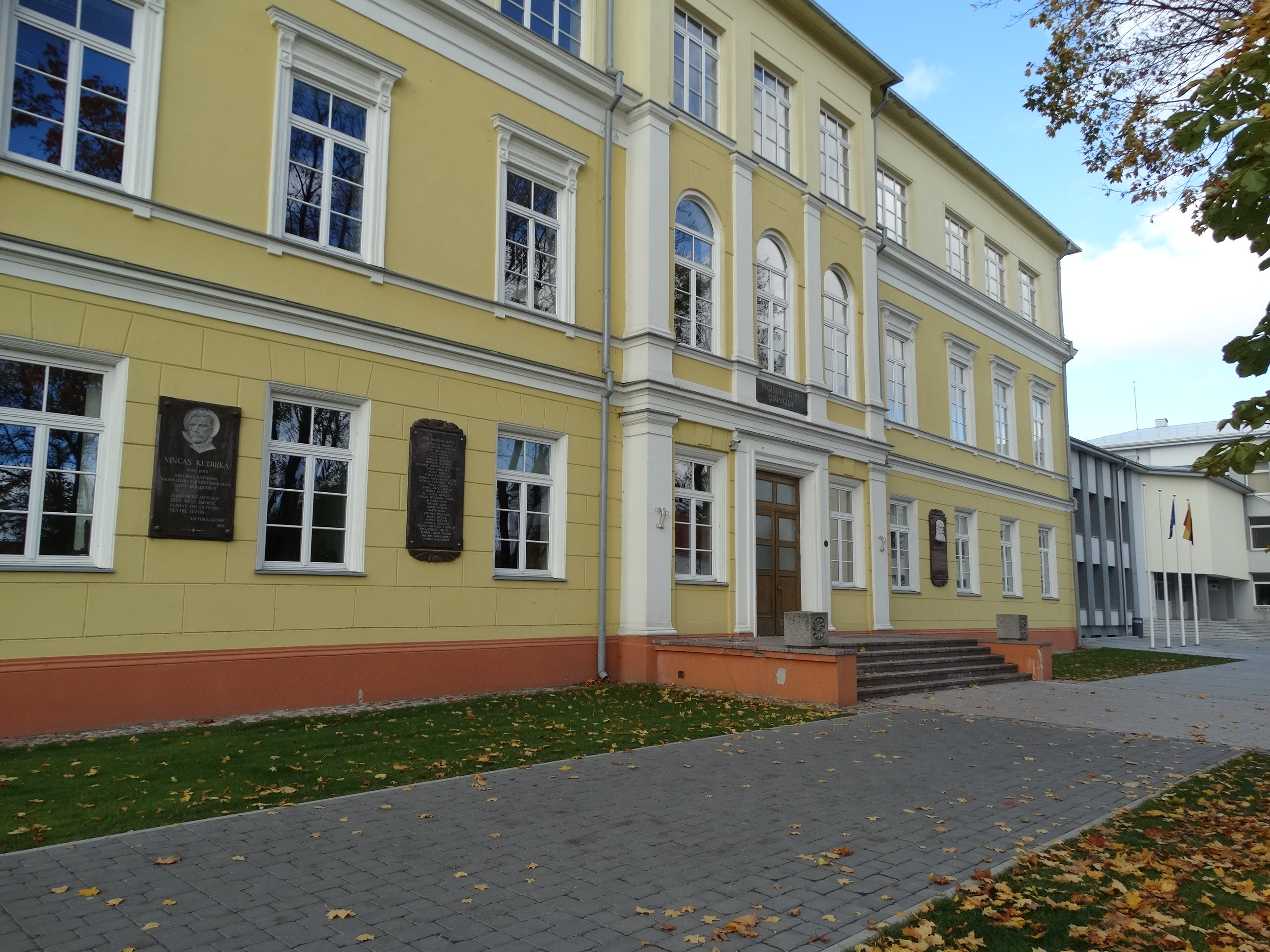
Gimnazjum

## Gospodarka
W mieście rozwinął się przemysł spożywczy, wełniarski oraz części samochodowych.

## Transport

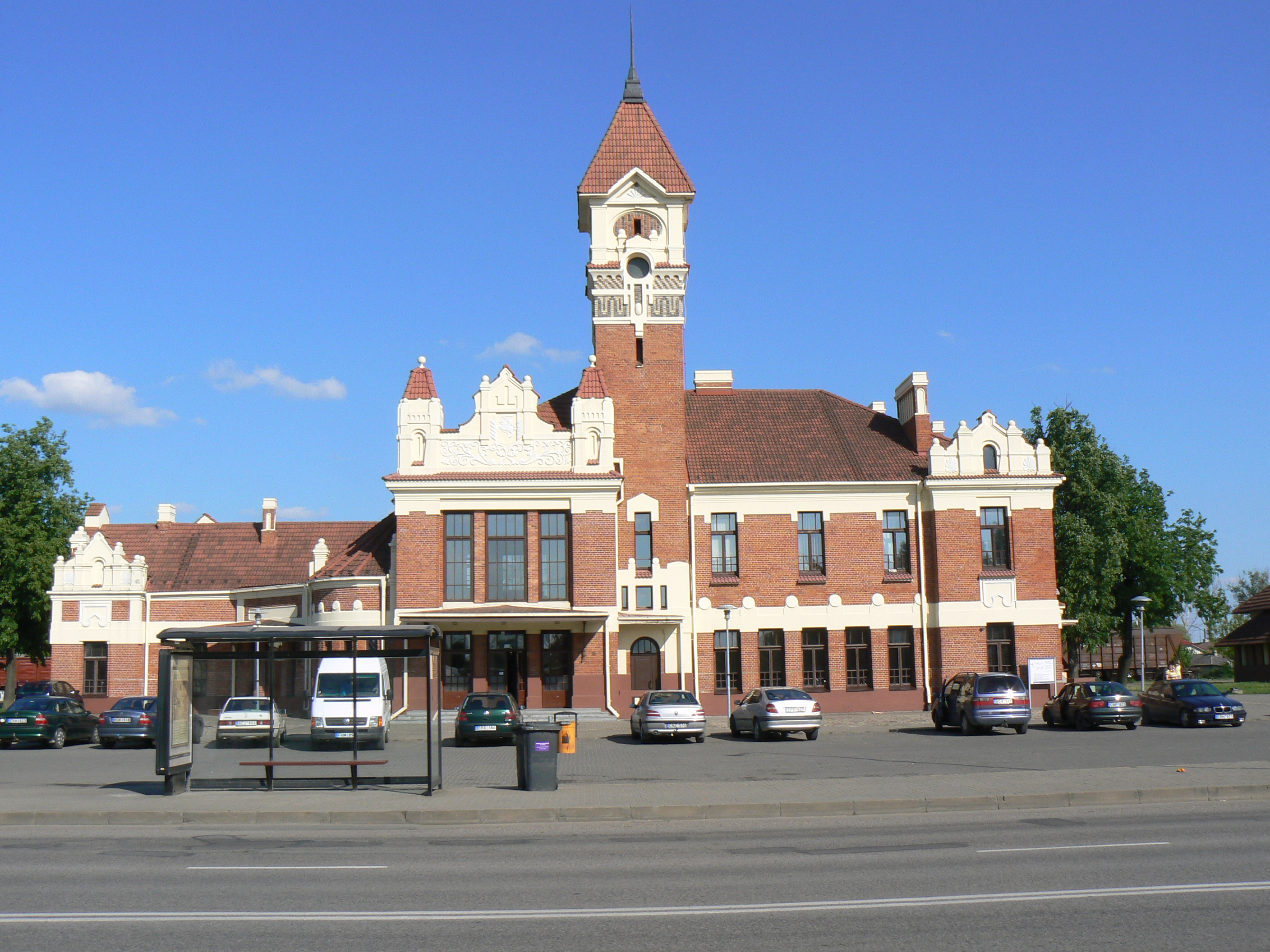
Dworzec kolejowy

W mieście znajduje się stacja kolejowa Marijampolė. Miasto jest dobrze połączone z siecią dróg europejskich dzięki przebiegającej w pobliżu trasie A5 o oznaczeniu międzynarodowym E67, która krzyżuje się z drogą europejską E28.
Miasto posiada połączenia kolejowe z Kownem i Szostakowem. O wiele więcej jest połączeń autobusowych. Można stąd dojechać do Wilna, Kowna, Kłajpedy, Szawli, Poniewieża, Wyłkowyszek, Druskienik, Olity, Uciany, Wisztyńca i in.
Główni przewoźnicy to Marijampoles AP, Kautra, TOKS, Vilkaviskio AP, Lazdiju AP, Jurbarko AP, Jalgina, Sakiu AP.

## Osoby urodzone w Mariampolu
- Stanisław Czyrwiński – polski farmakolog, profesor Uniwersytetu w Dorpacie i Moskwie
- Nikołaj Jeżow - polityk radziecki, szef NKWD, zbrodniarz stalinowski
- Samuel Peltyn – polski wydawca i publicysta
- Tomas Radzinevičius – litewski piłkarz
- Orko Sołowiejczyk – polski chirurg
- Witold Teofil Staniszkis – polski polityk i działacz społeczny, profesor
- Mikołaj Tołwiński – polski architekt
- Piotr Zubowicz – polski adwokat, notariusz, polityk, senator I kadencji w II RP
- Jan Żółciński – polski gleboznawca, profesor Politechniki Lwowskiej

## Miasta partnerskie
Miasta partnerskie Mariampola:
- Bergisch Gladbach, Niemcy
- Czerniachowsk, Rosja
- Gmina Suwałki, Polska
- Kokkola, Finlandia
- Kvam, Norwegia
- Piotrków Trybunalski, Polska
- Rogoźno, Polska
- Lesja, Norwegia
- Mayo, Irlandia
- Reșița, Rumunia
- Soligorsk, Białoruś
- Suwałki, Polska
- Viborg, Dania